# ولی‌محمد امیدی
ولی‌محمد امیدی (زاده ۱۳۰۱ ایلام - درگذشت ۱۲ دی ۱۳۸۶) معروف به ولی‌محمد امیدی کارزانی، یکی از شاعران بزرگ ایلامی و حماسه‌سرای کرد زبان است.

## زندگی نامه ی او
وی در دهستان «کارزان» از توابع شهرستان شیروان‌چرداول استان ایلام، در ایل خزل چشم به جهان گشود.
همزمان با برگزاری نخستین همایش نکوداشت شاعر حماسه سرای ایلام ˈولی محمد امیدیˈ با عنوان «گول زه خم لالهˈ - گل زخم لاله» از تندیس و سند سجلی این شخصیت فرهیخته در مجتمع فرهنگی، هنری ارشاد ایلام رونمایی شد.
او اینک دردامنهٔ «شه له م» در آرامستان بهشت رضای ایلام در خاک آرام گرفته و از شروشور دنیا رسته و خستگی‌ها و رنج‌هایش را به خاک بخشیده‌است.

## نمونه اشعار
ول محمد امیدی در خاکی آرام خفته که عاشقانه بدان دلبسته بود، چنان‌که در یکی از اشعارش گفته‌است:
ئه ر خوسره و بووم ده س وه جامه وه
ئه روام گل مه خوهٔ وه ئیلامه وه
گه رتم به ن وه ده س بای شماله وه
تا بیگهٔ وه زید کورده ماله وه.

## ویژگی اشعار
ولی‌محمد مردی ست از جرگه آن شاعرانی که در آستانه دهه هفتاد عمر، مکشوف اهل نظر شد و به یاری ارتباط با رادیو و صدای آهنگین و اهورایی اش خاصیت اشعار خویش را برملا نمود. خاصیتی که در جنگ مقدس به کار آمد و هم از این رهگذر ماندگاری جنگ در دل ایلامیان، متأثر از شعر او و هم او پرواز شعر خویش را مدیون جنگ شد.
مقبولیت عام و خاص اشعار امیدی یکی دیگر از بارزترین جنبهٔ وجودی این شاعر بزرگ به‌شمار می‌رود. امروزه گاهی ذائقهٔ مخاطبین خاص شعرهایی را می‌پسندد که ممکن است مورد پسند عامهٔ مردم نباشد اما شعرهای استاد نقطه گرانیگاه بین دو طبع مختلف است بی آن که در دامان اشرافی (خاص گرایی) بیفتد یا به عوام زدگی مبتلا شود.
در شعر امیدی علاوه بر مسائل جنگ و ادبیات پایداری که در کمال استادی سروده شده، می‌توان شعر آیینی، تاریخ، جامعه‌شناسی، و مردم‌شناسی، طبیعت واگویه‌های تغزل آمیز و گاه گلایه‌های حسرت برانگیز را مشاهد کرد.
اینان علاوه بر محترم و مقدس بودن در جمع اهالی شعر و ادب از معبر فرهنگ ایلیاتی و پیرنوازی ایلام نیز به محبوبیت و احترام رسیده‌اند و نامشان افتخار مردان و فرزندان ایل است. دامنه این شهرت مثبت از دگردیسی‌های شعری و فکری ادبیات کردی چندان لطمه نخواهد دید چرا که آنان فرزندان زمانه خویشتن و پله‌های نخستین نردبان شعر کردی جنوب بوده‌اند و کسی را یارای انکار این نیست که مانایی نام و زایایی شعر و پررنگ تر کردن بضاعت غلامرضاها و ولی محمدها خط شعر و ادب این خطه را پشتیبان خواهد زبان شعری او همان کردی جنوبی (فیلی) است که گاه داخل گویش شاعر و زبان ادبی کردی گورانی در آن عیان است.

## دیوان ولی‌محمد امیدی[۱۲][۱۳][۱۴]
چاپ دیوان این شاعر بزرگ آرزویی بود که یک سال پس از مرگش تحقق یافته‌است. یاسر سنایی در سال ۱۳۸۷ دیوان ولی‌محمد امیدی (وه له بیگانه) را در انتشارات رامان به چاپ رساند.